# Vojašnica Kranj
Vojašnica Kranj je vojašnica Slovenske vojske, ki je nastanjena na Bleiweisovi 32 (Kranj).

## Enote
Trenutno
- 16. bataljon za nadzor zračnega prostora Slovenske vojske
- 71. poveljniško-logistična četa Slovenske vojske
- 23. vojaškoteritorialno poveljstvo Kranj
- 18. bataljon za radiološko, kemično in biološko obrambo Slovenske vojske
- Slovenske vojske
- Slovenske vojske